# Amos, Québec
Amos, algonkinska Ka Okikaci, är en stad (kommun av typen ville) och tätort (centre de population) i provinsen Québec i Kanada. Den ligger i regionen Abitibi-Témiscamingue i västra delen av provinsen. Antalet invånare var 12 675 vid folkräkningen 2021, varav 9 281 i tätorten. Vid årsskiftet 2024/2025 införlivades Saint-Félix-de-Dalquier som hade 1 026 invånare vid samma folkräkning.
I Amos finns en klimatstation. Där är årsmedeltemperaturen 1,5°C. Den varmaste månaden är juli, då medeltemperaturen är 17,4 °C, och den kallaste är januari, med -17,2 °C. Genomsnittlig årsnederbörd är 929 millimeter. Den regnigaste månaden är juli med i genomsnitt 112,1 mm nederbörd, och den torraste är februari, med 35,7 mm nederbörd.
Kommunvapnet är i grönt fält en plog av guld, däröver en ginstam med en svart gruvhacka och en svart yxa lagda i kors.